# Emma Taylor
Pour les articles homonymes, voir Taylor.
Pour actrice canadienne, voir Emma Taylor-Isherwood.
Pas d'image ? Cliquez ici

a Compétitions nationales et continentales officielles uniquement.

b Matchs officiels uniquement.
Emma Taylor, née le 9 juillet 1992 à Scotsburn (en) (Canada), est une joueuse internationale canadienne de rugby à XV évoluant au poste de deuxième ligne. Elle joue en Angleterre, aux Ealing Trailfinders.

## Biographie
Emma Taylor naît le 9 juillet 1992 à Scotsburn (en) en Nouvelle-Écosse au Canada.
En 2022, elle joue pour le Halifax Rugby Club. Elle compte douze sélections en équipe du Canada quand elle est retenue en septembre 2022 pour disputer sous les couleurs de son pays la Coupe du monde en Nouvelle-Zélande.